# Cagnano Amiterno
Pour les articles homonymes, voir Cagnano (homonymie).
Cagnano Amiterno est une commune de la province de L'Aquila dans la région Abruzzes en Italie.

## Géographie

### Hameaux
Termine

### Communes limitrophes
Antrodoco (RI), Barete, Borbona (RI), L'Aquila, Montereale

## Administration
| Période                                  | Période  | Identité        | Étiquette | Qualité |
| ---------------------------------------- | -------- | --------------- | --------- | ------- |
| 14 juin 2004                             | En cours | Giuseppe Carosi |           |         |
| Les données manquantes sont à compléter. |          |                 |           |         |